# Tabanus chrysoleucus
Tabanus chrysoleucus är en tvåvingeart som beskrevs av Walker 1854. Tabanus chrysoleucus ingår i släktet Tabanus och familjen bromsar. Inga underarter finns listade i Catalogue of Life.